# Wet-Renault
De wet van 13 februari 1998 houdende bepalingen tot bevordering van de tewerkstelling, waarvan enkele artikelen ook bekend zijn onder de benaming Wet Renault of procedure-Renault, is een Belgische wet over onder andere het collectief ontslag. Zij werd bekendgemaakt in het Belgisch Staatsblad van 19 februari 1998. De artikelen 62 tot 69 zijn autonome bepalingen en bevatten een op zich staande regeling betreffende collectief ontslag. Met Wet Renault worden dan ook de artikelen 62 tot 69 van de wet van 13 februari 1998 bedoeld. Bijna alle artikelen van deze wet wijzigen andere wettelijke bepalingen, zoals de wettelijke bepalingen betreffende de arbeidsovereenkomsten.
De wet was een direct gevolg van de onverwachte en drastische sluiting van Renault Vilvoorde in 1997.
De uitvoering van de wet werd toevertrouwd aan de Federale Overheidsdienst Werkgelegenheid. De Dienst houdt ook “Statistieken betreffende herstructureringen” bij.    